# L'uomo del piano di sopra
L'uomo del piano di sopra (The Man Upstairs) è una raccolta di racconti in lingua inglese di  P. G. Wodehouse, pubblicata per la prima volta nel 1914. L’uomo del piano di sopra è anche il titolo di uno dei racconti contenuti nella raccolta.

## Racconti
La raccolta è costituita da diciannove racconti apparsi in precedenza in riviste letterarie britanniche o statunitensi. 
- L’uomo del piano di sopra (The Man Upstairs)

pubblicato sul mensile britannico The Strand Magazine del marzo 1910.
- Qualcosa che dà del filo da torcere (Something to Worry About)

pubblicato su The Strand Magazine del febbraio 1913 e sulla rivista statunitense Metropolitan Magazine del marzo 1913.
- Acque profonde (Deep Waters)

pubblicato sul settimanale statunitense Collier's Weekly del 28 maggio 1910 e su The Strand Magazine del giugno 1910.
- Quando il dottore dissente (When Doctors Disagree)

pubblicato su The Strand Magazine del dicembre 1910 e sulla rivista statunitense Success del marzo 1911.
- Un consiglio utile (By Advice of Counsel)

pubblicato su The Strand Magazine del luglio 1910 e sulla rivista statunitense Pictorial Review del settembre 1910.
- Come si valutano le cose (Rough-Hew Them How We Will)

pubblicato su The Strand Magazine dell'aprile 1910 e su Cosmopolitan dell'agosto 1910
- L’uomo che detestava i gatti (The Man Who Disliked Cats)

pubblicato su The Strand Magazine del maggio 1912.
- Ruth in esilio (Ruth in Exile)

pubblicato su The Strand Magazine del luglio 1912.
- La vittoria di Archibald (Archibald's Benefit)

pubblicato su Collier's Weekly del 19 marzo 1910.
- L’uomo, la donna e il miasma (The Man, the Maid and the Miasma)

pubblicato sul periodico inglese Grand del febbraio 1910.
- L’angelo buono (The Good Angel)

pubblicato su The Strand Magazine del febbraio 1910.
- Un mucchio di soldi (Pots o' Money)

pubblicato su The Strand Magazine del dicembre 1911.
- Fuori della scuola (Out of School)

pubblicato su The Strand Magazine dell'ottobre 1910.
- Tre abitanti di Dunsterville ([Three From Dunsterville)

pubblicato su The Strand Magazine dell'agosto 1911.
- Un milionario da due soldi ([The Tuppenny Millionaire)

pubblicato su The Strand Magazine dell'ottobre 1912.
- Fuori programma (Ahead of Schedule)

pubblicato sul periodico inglese Grand del novembre 1910.
- Sir Agravaine (Sir Agravaine)

pubblicato su Collier's Weekly del 29 giugno 1912 e successivamente sulla rivista britannica Pearson's del dicembre 1912 (con lievi varianti e nella versione della raccolta in volume).
- Il portiere e il plutocrate (The Goal-Keeper and the Plutocrat)

pubblicato su The Strand Magazine del gennaio 1912; tuttavia sul settimanale statunitense Collier's Weekly del 24 settembre 1910 era stato pubblicato il racconto di Woodehouse intitolato "The Pitcher and the Plutocrat" di argomento analogo, riferito al gioco del baseball anziché al gioco del cricket come nel racconto pubblicato successivamente su The Strand Magazine e sulla raccolta in volume.
- All’Alcala (In Alcala)

pubblicato sul periodico inglese The London Magazine del dicembre 1911.

## Edizioni
- P.G. Wodehouse, The Man Upstairs, London: Methuen & Co., 1914.
- P.G. Wodehouse, L'uomo del piano di sopra; traduzione dall'inglese di Francesco Palumbo, Milano: Bietti, 1932.
- P.G. Wodehouse, L'uomo del piano di sopra: racconti umoristici inglesi; traduzione di M. Martone, Milano: Libr. Editr. Monanni, 1933.
- Pelham Grenville Wodehouse, L'uomo del piano di sopra e altri racconti, Milano: Mursia, 1992, ISBN 88-425-1221-4.
- P.G. Wodehouse, L'uomo del piano di sopra; traduzione di Teobaldo del Tanaro, Parma: Guanda, 2012, ISBN 978-88-8246-985-6.